# Зірниця (село)
Зі́рниця — село в Україні, у Запорізькому районі Запорізької області. Входить до складу Тернуватської селищної громади. Населення становить 23 особи станом на 2022 рік. До 2020 року орган місцевого самоврядування — Барвінівська сільська рада.

## Географія
Село Зірниця знаходиться за 1,5 км від правого берега річки Солона, на відстані 1,5 км від села Ніженка та за 2,5 км від села Різдвянка. По селу протікає пересихає струмок з загати.

## Природно-заповідний фонд
У селі розташована ботанічна пам'ятка природи місцевого значення Віко дуб черешчатий.